# Кавкаски рејон
Кавкаски рејон (рус. Кавказский район) административно-територијална је јединица другог нивоа и општински рејон смештен у источном делу Краснодарске покрајине, односно на југозападу европског дела Руске Федерације.
Административни центар рејона је град Кропоткин.
Према подацима националне статистичке службе Русије за 2017. на територији рејона живело је 123.096 становника или у просеку око 107,79 ст/км². По броју становника налази се на шестом месту међу административним јединицама Покрајине. Површина рејона је 1.228 км².

## Географија
Кавкаски рејон се налази у источном делу Краснодарске покрајине, обухвата територију површине 1.227,45 км² и по том параметру налази се на 35. месту међу административним јединицама у Покрајини. Граничи се са Новопокровским и Тихоречким рејоном на северуи , на западу је Тбилишки, на југу Гуљкевички рејон, а источну границу чине рејони Ставропољске покрајине.
Рејонска територија је доста компактна, а њеним рељефом доминирају ниске и доста једноличне степе Кубањско-приазовске низије испресецане бројним рекама. На подручју Кавкаског рејона налази се развође Црноморског и азовског слива, а реке са овог подручја отичу у четири различита правца. Јужну границу рејона чини река Кубањ која на овом подручју тече у смеру исток-запад. Свега десетак километара северније од десне обале Кубања, код села Десјатихатка, свој ток започиње река Бејсуг која на територији кавкаског рејона такође тече у смеру запада. У југоисточном делу рејона, два километра северно од Кубања, код станице Темижбекскаја, свој ток започиње река Челбас. На североистоку рејона извире река Калали која се налази у сливном подручју реке Дон.

## Историја
Кропоткински рејон је званично успостављен 2. јуна 1924. као једна од административних јединица тадашњег Армавирског округа Југоисточне области, и првобитно је био подељен на 26 сеоских општина. Пре него што је 1937. ушао у састав Краснодарског краја, рејон је био делом, прво Севернокавкаског, а потом и Азовско-црноморског краја. 
Како је у децембру 1943. град Кропоткин издвојен из састава рејона и административно директно подређен покрајинској управи, рејонски центар је убрзо пренесен из Кропоткина у оближњу станицу Кавкаскаја, а самим тим је и рејон преименован у Кавкаски. Потом је 1956. град Кропоткин поново постао седиштем рејона, иако се није налазио у његовим границама, а након спајања Тбилишког и Гуљкевичког са Кавкаским рејоном 1963. рејонски центар постаје град Гуљкевичи. Године 1980. рејонски центар поново постаје станица Кавкаскаја, даби, 28 година касније, 8. августа 2008. град Кропоткин био враћен у границе рејона где је административно уређен као засебна општинска јединица и административни центар рејона. 

## Демографија и административна подела
Према подацима са пописа становништва из 2010. на територији рејона живело је укупно 44.445 становника (град Кропоткин се тада није налазио у саставу рејона), док је према процени из 2017. ту живело 123.096 становника, или у просеку око 107,79 ст/км². По броју становника Кавкаски рејон се налази на 6. месту у Покрајини са укупним уделом у покрајинској популацији од 2,21%. 
| 1959.  | 1970.   | 1979.   | 1989.  | 2002.  | 2010.  | 2017.    |
| ------ | ------- | ------- | ------ | ------ | ------ | -------- |
| 49.460 | 130.553 | 131.364 | 43.625 | 45.343 | 44.445 | 123.096* |

Напомена:* Према процени националне статистичке службе. 
Иако је Кавкаски рејон један од најнасељенијих у Краснодарској покрајини, на територији рејона налази се укупно 29 насељених места административно подељених на 9 другостепених општина (једну градска и 8 сеоских). Административни центар рејона, његово највеће и уједно једино градско насеље је град Кропоткин у ком живе две трећине од укупне рејонске популације. Највећа сеоска насеља су станице Кавкаскаја (10.600), Казанскаја (око 11.000) и Темижбекскаја (око 6.000 становника).

## Саобраћај
Кавкаски рејон је једно од најважнијих саобраћајних чворишта, не само Краснодарског краја, већ и целог југозапада Русије, а најважнији саобраћајни центар је град Кропоткин. Западним делом рејонске територије пролази деоница међународног аутопута Е50 „Кавказ” који Ростов на Дону повезује са главним градом Азербејџана Бакуом. Значајнији путни правац је и аутопут који повезује град Темрјук на црноморској обали са Ставропољем (преко Краснодара).